# Norbert Hof
Norbert Hof (ur. 2 lutego 1944, zm. 4 lipca 2020) – piłkarz austriacki grający na pozycji obrońcy. W swojej karierze rozegrał 31 mecze i zdobył 1 bramkę w reprezentacji Austrii.

## Kariera klubowa
Swoją karierę piłkarską Hof rozpoczął w klubie Wiener SC. W 1962 roku awansował do kadry pierwszej drużyny. W sezonie 1962/1963 zadebiutował w jego barwach w rozgrywkach austriackiej Bundesligi. W 1964 roku przeszedł do innego wiedeńskiego klubu, Wackeru Wiedeń. Grał w nim przez sezon po czym wróćił do Wiener SC. W sezonie 1968/1969 wywalczył z nim wicemistrzostwo Austrii.
W 1969 roku Hof przeszedł do niemieckiego klubu Hamburger SV. 16 sierpnia 1969 zadebiutował w niemieckiej Bundeslidze w wygranym 2:1 domowym meczu z 1. FC Kaiserslautern. W lidze niemieckiej grał przez rok.
W 1970 roku Hof wrócił do Austrii, do klubu Wiener SC. Po sezonie 1970/1971 przeszedł do Rapidu Wiedeń. Swój debiut w Rapidzie zaliczył 21 sierpnia 1971 w wygranym 6:1 domowym meczu z Wiener SC. W sezonie 1971/1972 zdobył z Rapidem swój pierwszy Puchar Austrii w karierze. W sezonie 1972/1973 został wicemistrzem Austrii. W sezonie 1975/1976 ponownie zdobył puchar kraju.
W 1976 roku Hof wrócił do Wiener SC. W sezonie 1976/1977 wywalczył z nim awans z drugiej do pierwszej ligi. W sezonie 1978/1979 został wicemistrzem Austrii, a W 1980 roku zakończył swoją karierę.
| Sezon   | Klub          | Kraj    | Rozgrywki  | Mecze | Bramki |
| ------- | ------------- | ------- | ---------- | ----- | ------ |
| 1962/63 | Wiener SC     | Austria | Bundesliga | 4     | 1      |
| 1963/64 | Wiener SC     | Austria | Bundesliga | 8     | 1      |
| 1964/65 | Wacker Wiedeń | Austria | Bundesliga | 23    | 1      |
| 1965/66 | Wiener SC     | Austria | Bundesliga | 15    | 0      |
| 1966/67 | Wiener SC     | Austria | Bundesliga | 25    | 0      |
| 1967/68 | Wiener SC     | Austria | Bundesliga | 26    | 0      |
| 1968/69 | Wiener SC     | Austria | Bundesliga | 27    | 4      |
| 1969/70 | Hamburger SV  | RFN     | Bundesliga | 29    | 2      |
| 1970/71 | Wiener SC     | Austria | Bundesliga | 29    | 4      |
| 1971/72 | Rapid Wiedeń  | Austria | Bundesliga | 24    | 1      |
| 1972/73 | Rapid Wiedeń  | Austria | Bundesliga | 27    | 3      |
| 1973/74 | Rapid Wiedeń  | Austria | Bundesliga | 32    | 1      |
| 1974/75 | Rapid Wiedeń  | Austria | Bundesliga | 34    | 1      |
| 1975/76 | Rapid Wiedeń  | Austria | Bundesliga | 30    | 0      |
| 1976/77 | Wiener SC     | Austria | Erste Liga | ?     | ?      |
| 1977/78 | Wiener SC     | Austria | Bundesliga | 34    | 1      |
| 1978/79 | Wiener SC     | Austria | Bundesliga | 34    | 0      |
| 1979/80 | Wiener SC     | Austria | Bundesliga | 13    | 0      |

## Kariera reprezentacyjna
W reprezentacji Austrii Hof zadebiutował 19 maja 1968 roku w wygranym 7:1 meczu eliminacji do MŚ 1970 z Cyprem, rozegranym w Wiedniu. W swojej karierze grał też w eliminacjach do Euro 72, do MŚ 1974 i do Euro 76. Od 1968 do 1975 roku rozegrał w kadrze narodowej 31 meczów i strzelił w nich 1 gola (30 kwietnia 1972 w wygranym 4:0 meczu z Maltą).